# Rick Nash
Rick Nash (Brampton, Ontario, 16 de junho de 1984)  foi um jogador profissional de hóquei no gelo canadense que atuava como Left Winger.

## Carreira
Rick Nash foi draftado pelo Columbus Blue Jackets, na 1º escolha em 2002.